# Rollercoaster
«Rollercoaster» (с англ. — «Американские горки») — первая пилотная серия первого сезона мультсериала «Финес и Ферб». Премьера серии состоялась на канале Disney Channel 17 августа 2007 года, на канале Toon Disney 1 сентября 2008 года, на канале Disney XD 13 февраля 2009 года. Серию посмотрели 10.8 миллионов зрителей.

## Сюжет
Два сводных брата, Финес и Ферб, сидят под большим деревом во дворе своего дома. Финес сказал, что он не намерен мириться со скукой и после обсуждения с братом они решили сделать самые лучшие американские горки. Их мать Линда ушла в магазин, а их старшая сестра Кэндес уговорила маму оставить её за старшую. Кэндес замечает, что Финес и Ферб строят американские горки и решает пожаловаться маме на их опасное занятие.
К ним во двор заходит соседская девочка Изабелла и спрашивает у Кэндес: «А Финес дома?». Кендэс, проигнорировав её, отправляется искать маму. Изабелла идет к Финесу, в её глазах появляются сердечки, она спрашивает «А что вы делаете?» Ей отвечают, что работают над американскими горками. Для ускорения работы Финес обращается за помощью на завод, и, показав чертежи и выполненное цветными карандашами строительное разрешение, получает в пользование промышленный робот-манипулятор и обещание содействия их дальнейшим проектам. Когда горки закончены, братья приглашают всех желающих на аттракцион, проложенный по всему городу.
Тем временем Перри исчезает под землёй и оказывается в подземном убежище, перед гигантским экраном для видеоконференций. Появившийся на экране Майор Монограмм говорит Перри, что злой учёный Хайнц Фуфелшмертц, скупив 80 % фольги, взялся за старое, после чего приказывает ему сорвать его планы, соблюдая секретность и притворяясь бездумным домашним животным. Перри уходит, чтобы выяснить и сорвать планы злодея. Проникнув в дом, принадлежащий Фуфелшмертцу, Перри попадает в ловушку. Фуфелшмертц объясняет, что он использует фольгу, чтобы покрыть ею всё восточное побережье и, с помощью гигантского магнита и магнитоусилителя, притянуть его к западному и таким образом изменить вращение Земли. Перри освобождается и начинает борьбу с ним, тем временем фольга срывается с противоположного побережья и, смявшись в гигантский шар, отправляется в полёт на здание Фуфелшмертца.
Они пытаются убрать магнит, чтобы увести шар от здания, Перри зацепляет магнит к пролетающему мимо вертолету. Магнит уносит американские горки как раз в тот момент, когда Финес и Ферб катятся по ним вместе с товарищами.
Поскольку мама не поверила Кендэс, что её дети способны выполнить столь сложный инженерный проект, она пытается в доказательство показать то объявление с приглашением на горки, то работающие горки, но в последний момент всё исчезает. Тогда Кендэс решает доказать свою правоту, показав маме, что братьев нет дома. Но тележка американских горок Финеса и Ферба, слетев с рельсов, после полёта по континентам и даже выхода в космос возвращается домой. Мама видит братьев под деревом на прежнем месте, и последняя попытка Кендэс доказать свою правоту терпит неудачу.

## Производство

### Разработка и кастинг

Эскиз Финеса и Ферба

Дэн Повенмайр и Джеф «Свомпи» Марш разработали идею для своей собственной серии, когда они работали над мультсериалом Rocko's Modern Life для канала Nickelodeon. Двое становятся друзьями из-за их взаимного вкуса и интереса. Приводя мультсериал к детству, они захотели включить летний отпуск, время, когда двое должны выходит в двор и делать что-то конструктивоное. Когда Повенмайер сделал шаг к Disney, несмотря на неуверенность, эпизод был принят.
Повенмайр и Марш написали эпизод и использовали его в качестве подачи для всех серий. В отличие от обычной серии, они не послали подлинник заграничным руководителям Диснея, но Повенмайер настроил сценарий, отдел киностудии смешал его с диалогом, затем сделали «игру игрой» и сделали запись серии. Серия была создана после 16 лет развития. Несколько линий и сцен от сценарного отдела киностудии были удалены или изменены в производстве эпизода. Несколько таких сцен в конечном счете использовались в более поздних эпизодах.
Винсент Мартелла, Томас Сэнгстер, и Эшли Тисдэйл, озвучивающие Финеса, Ферба, и Кэндэс на протяжении сериала, были наняты отделом кастинга из-за их популярности в пределах целевой возрастной группы и распространенного мнения в их способность выполнить роли. Однако в пилотном эпизоде состав актёров был иным. Джереми, которого на протяжении всего сериала озвучивает Митчелл Муссо, в пилотном эпизоде озвучивался другим актёром, Митчел Мусо озвучивал Ферба, насчёт которого ещё не было принято решение сделать его англичанином, а Том Сангстер ещё не был включён в труппу.
События «Американских горок» повторно обыгрываются во втором сезоне, в серии «Phineas and Ferb's Quantum Boogaloo», где взрослая Кэндэс из будущего возвращается к событиям эпизода с помощью машины времени, чтобы помочь себе в прошлом успешно застукать Финеса и Ферба с их «американскими горками». В той серии это привело к цепной реакции, приведшей к альтернативному будущему, где пресекаются любые детские инициативы и фантазии, что создаёт диктатуру Фуфелшмертца. Ещё одним возвращением к сюжету постройки американских горок стало создание в том же сезоне серии «Американские горки: Мюзикл».

### Передача
Эпизод первоначально был передан в качестве предварительного просмотра 17 августа 2007 года после премьеры High School Musical 2, с рейтингом TV-Y7. Disney Channel решил начать серию особым образом; но для показа на всемирной премьере взамен пилотного эпизода они выбрали эпизод «Flop Starz».

## Критика
Во время премьеры 17 августа 2007 года серия достигла высоких рейтингов в разных возрастных категориях. Серию посмотрели 10 800 000 зрителей. 4 150 000 были дети в возрасте от 6 до 11 лет, 4 200 000 миллионов были подростки в возрасте от 9 до 14 лет. Эта вторая серия с высокими рейтингами на Disney Channel.

## Rollercoaster: The Musical!

Все персонажи после последней песни

29 января 2011 года на канале Disney Channel была показана ещё одна серия с тем же сюжетом, названная «Rollercoaster: The Musical!» (рус. Американские горки: мюзикл!). В отличие от пилотного эпизода, где песни отсутствовали, здесь всё действие проходит под музыку. Серия начинается с того, что Финес предлагает повторить строительство американских горок с пением без видимого источника музыки, и выражает надежду, что все остальные участники их приключения будут петь так же, как и они. На этот раз в качестве невероятных обстоятельств, на случай которых Кендэс считает необходимым оставить себя за старшую, она упоминает не падение спутника во двор, а вторжение стада лосей. В действие добавлены персонажи, вошедшие в сериал в ходе предыдущих серий. В частности, Кендэс угрожает братьям всё рассказать маме вместе с подругами, Стэйси и Дженни, в число детей, пришедших покататься на горках, включены ставшие постоянными члены компании Финеса и Ферба Бьюфорд, Балджит и гёрлскауты. Появилось много отсылок на предыдущие серии: когда Кендэс с мамой на стоянке идут и разговаривают, то можно увидеть двух Кэндэс из будущего, а когда тележки американских горок вместе с детьми долетели в космос, вместо спутника они встретили корабль Мипа. В финальной музыкальной сцене участвуют практически все персонажи, появившиеся в предыдущих сериях.
Ниже приведён список песен, которые появились в эпизоде:
| Название             | Исполнитель            |
| -------------------- | ---------------------- |
| Эй, Ферб             | Финес                  |
| Вам крышка           | Кэндес, Стейси, Дженни |
| Чем ты занят?        | Изабелла               |
| Смотри               | Кэндес                 |
| А ты не слишком мал  | Финес и инженеры       |
| Назад в Гиммельштамп | Доктор Фуфелшмертц     |
| Супер-горки          | Финес                  |
| Carpe Diem           | Все персонажи          |

### Комментарии
↑  Во время титров серии была показана песня